# Nandrin
Nandrin es un municipio belga perteneciente al distrito de Huy de la provincia de Lieja, en la Región Valona.
A 1 de enero de 2019 tiene 5753 habitantes.
El monumento más destacado del municipio es la iglesia de San Pedro y San Pablo de la sección de Saint-Séverin, edificio románico del siglo XII. Perteneció a la abadía de Cluny y es conocida por sus peculiares pilas bautismales.
A mediados del siglo XX Nandrin fue la sede del Tour de Condroz, una carrera ciclista desaparecida.

## Geografía
Se ubica junto a la carretera N63, unos 10 km al suroeste de Lieja en la región natural del Condroz.

### Secciones del municipio
El municipio comprende los antiguos municipios, que se fusionaron en 1977:
| - Nandrin - Saint-Séverin-en-Condroz - Villers-le-Temple - Yernée-Fraineux |

## Demografía

### Evolución
Todos los datos históricos relativos al actual municipio, el siguiente gráfico refleja su evolución demográfica, incluyendo municipios después de efectuada la fusión el 1 de enero de 1977.
| Gráfica de evolución demográfica de Nandrin entre 1846 y 2019 |
|                                                               |